# Hasslerör
Hasslerör er en småort i Hassle socken i Mariestads kommun, Västra Götalands län i Sverige beliggende nær Europavej E20 umiddelbart nord for Mariestad.

## Historie
Hasslerör var tidligere hovedby i Hasslerörs storkommun. Byen opnåede sine højeste indbyggertal i 1800-tallet og første halvdel af 1900-tallet.

## Bebyggelsen
I Hasslerör findes en lav- og mellemstadieskole med tilhørende børnehave. I tilknytning til skolebygningen findes idrætshallen som i vidt omfang er bygget af lokalbefolkningen, og som stod færdig i januar 1996.
Umiddelbart nord for Hasslerör ligger Hassle kyrka.